# Ruscus
Ruscus L., 1753 è un genere di piante appartenente alla famiglia Asparagaceae.
In italiano il genere viene denominato rusco.

## Descrizione

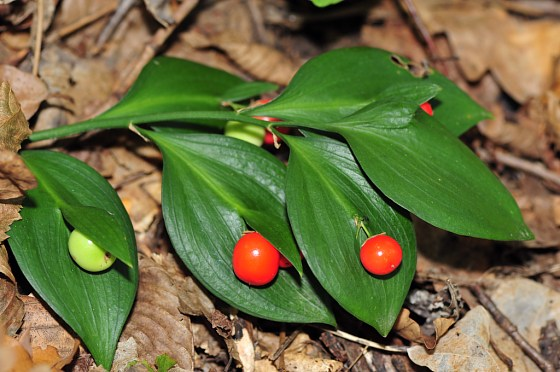
Ruscus hypoglossum

Le specie appartenenti a questo genere sono perenni e sempreverdi, di solito con foglie coriacee e fibrose.
Alcune producono bacche di colore vistoso, di solito rosso, mentre altre presentano un'infiorescenza poco vistosa e frutti di piccole dimensioni.

## Tassonomia
Il genere comprende le seguenti specie:
- Ruscus aculeatus L.
- Ruscus colchicus Yeo
- Ruscus hypoglossum L.
- Ruscus hypophyllum L.
- Ruscus hyrcanus Woronow
- Ruscus × microglossus Bertol.
- Ruscus streptophyllus Yeo